# Сомалија на Светском првенству у атлетици на отвореном 2017.
Сомалија је учествовала на Светском првенству у атлетици на отвореном 2017. одржаном у Лондону од 4. до 13. августа четрнаести пут. Репрезентацију Сомалије представљао је један атлетичар који се такмичио у трци на 5.000 метара ,
На овом првенству такмичар Сомалије није освојио ниједну медаљу али је оборио лични рекорд.

## Учесници
Мушкарци:
- Мохамед Дауд Мохамед — 5.000 м

## Резултати

### Мушкарци
| Атлетичар            | Дисциплина | Лични рекорд | Квалификације | Квалификације | Полуфинале | Полуфинале | Финале               | Финале       | Детаљи |
| Атлетичар            | Дисциплина | Лични рекорд | Резултат      | Место         | Резултат   | Место      | Резултат             | Место        | Детаљи |
| -------------------- | ---------- | ------------ | ------------- | ------------- | ---------- | ---------- | -------------------- | ------------ | ------ |
| Мохамед Дауд Мохамед | 5.000 м    | 14:57,84     | 14:34,27 ЛР   | 18. у гр. 1   |            |            | Није се квалификовао | 36 / 39 (42) |        |